# FORT WAYNE
FORT WAYNE（フォート・ウェイン）は、青森県八戸市出身の女性クリエイターによるソロ・ユニットである。

## 略歴
2003年8月、1st EP｢RESIGNATION｣を自主制作する。
2005年9月、1st アルバム｢RESIGNATION｣でデビューする。マスタリングはジョン・ゴールデンが担当。
2005年10月、human highway recordsのコンピレーションアルバム｢THE MIXING OF LANDSCAPE｣に参加する。
2006年3月、渋谷クアトロでオープニングアクトを務める。これが初ライブとなる。
2006年7月、motohiro nakashimaのアルバム｢i dreamt constellations sang｣に参加する。ロンドンのレーベル、LoAFよりリリースされる。
2007年、CLOSERというイベント企画に参加、FREE CDを作成し全国で配布する。
2007年12月、FLATにてこだま和文のフロントアクトを務める。
2009年5月、六本木superdeluxeでaspidistraflyのツアーに参加する。
2009年5月、matryoshkaのリミックスアルバム｢coctura｣に参加する。
2009年11月、2nd アルバム｢DISCORD｣をリリースする。トランペッター類家心平が参加。マスタリングはクレイマーが担当。
2009年12月、新潟gt.moo galleryで+/-（プラス/マイナス）のツアーに参加する。
2010年2月、HMV onlineでの連載を開始する。
2011年2月、無期限での活動休止を発表する。

## ディスコグラフィ

### アルバム
- RESIGNATION（2005年9月19日）
- DISCORD（2009年11月4日）